# Istruzione nel Principato di Monaco
L'istruzione nel Principato di Monaco è modellata su quella francese e tutti i titoli di studio monegaschi sono riconosciuti anche in Francia.

## Struttura degli studi
L'ordinamento monegasco prevede diversi livelli di studio:
- Crèche (asilo nido): 6 mesi-2 anni (non obbligatorio)
- École maternelle (Scuola dell'Infanzia): 2-6 anni (obbligatoria dai 3 anni)
- École elementaire (Scuola primaria): 6-11 anni (obbligatoria)
- Collège (Scuola secondaria): 11-15 anni (obbligatoria)
- Lycée (Liceo): 15-18 anni (obbligatorio fino ai 16 anni)

## Istruzione prescolastica e scolastica

### Crèche
Il comune di Monaco gestisce sette asili nido collettivi, un asilo nido per famiglie, tre micro-asili nido e un giardino didattico e un mini-club aperto durante il periodo estivo.

### École maternelle e elementaire
Nel Principato di Monaco sono presenti sette École maternelle e elementaire:
- École des Carmes - Larvotto
- École de Fontvieille - Fontvieille
- École de la Condamine - La Condamine
- École du Parc - La Colle
- École Stella - La Condamine
- École Saint Charles - Monte Carlo
- École des Révoires - Jardin exotique

### Collège e Lycée
Nel Principato di Monaco ha sede un Collège, il Collège Charles III aperto nel 1989, un Lycée che è il Lycée Albert 1er aperto dal principe Alberto I nel 1910 e un Lycée professionale, il Lycée Technique et Hôtelier de Monaco inaugurato nel 2013 dal principe Alberto II e dalla consorte Charlène Wittstock. 
L'educazione superiore pubblica è compresa nell'Académie de Nice, il rettorato francese di Nizza che comprende i dipartimenti delle Alpi Marittime e del Var.